# Черна (Закарпатская область)
Че́рна (укр. Чорна) — село в Королёвской поселковой общине Береговского района Закарпатской области Украины.
Население по переписи 2001 года составляло 2226 человек. Почтовый индекс — 90340. Телефонный код — 03143. Занимает площадь 5,295 км². Код КОАТУУ — 2121286501.